# أكتينجيسلشافت

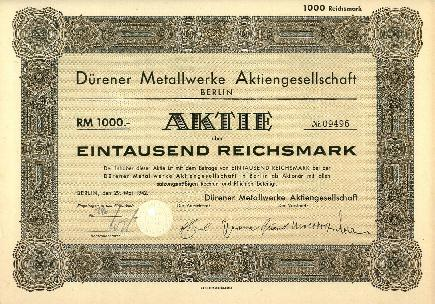
مثال على Aktie ، بقيمة اسمية قدرها 1000 رايخ مارك (RM).

أكتينجيسلشافت (تُلفظ بالألمانية: [ˈaktsi̯ənɡəˌzɛlʃaft] اختصارا آي جي هي كلمة ألمانية لشركة محدودة بملكية الأسهم (أي مملوكة لمساهميها) والتي يمكن تداول أسهمها في سوق الأوراق المالية. يستخدم المصطلح في البلدان الناطقة باللغة الألمانية ألمانيا والنمسا وسويسرا وجنوب تيرول للشركات المدمجة هناك. كما أنها تستخدم في لوكسمبورغ.
المصطلحات المكافئة في المملكة المتحدة والولايات المتحدة هي «شركة عمومية محدودة» و"مدمجة" ، على التوالي (من الملاحظ في المصطلح البريطاني انه توجد أقلية فقط من الشركات العامة المحدودة لديها أسهمها مدرجة في البورصات) وهو ما يعادل الشركات المحدودة الفرنسية.

## معنى كلمة
الكلمة الألمانية Aktiengesellschaft هي عبارة عن اسم مركب يتكون من عنصرين: سهم Aktien يعني، و Gesellschaft تعني شركة أو مجتمع. الترجمة الإنجليزية هي «شركة مساهمة»، أو شركة محدودة بالأسهم، أو شركة مساهمة. في الألمانية، يقتصر استخدام مصطلح Aktien للأسهم على Aktiengesellschaften . الأسهم في أنواع أخرى من الشركات الألمانية (على سبيل المثال GmbH) تسمى Anteile بدلا من Aktien.

## الأساس القانوني والهيكلة حسب الدول

### ألمانيا
في ألمانيا، يخضع هذا الشكل من المجتمع لـ Aktiengesetz (العربية: «قانون الأسهم»).
لدى AG الألمانية هيكل «مجلس ذو مستويين»، يتكون من مجلس إشرافي (Aufsichtsrat) ومجلس إدارة (Vorstand). يسيطر المساهمون عمومًا على مجلس الإشراف، على الرغم من أن الموظفين قد يشغلون مقاعد وفقًا لحجم الشركة. يدير مجلس الإدارة الشركة مباشرة، ولكن يمكن إزالة أعضائها بواسطة مجلس الإشراف، والذي يحدد أيضًا تعويض مجلس الإدارة. بعض AGs الألمانية لديها مجالس الإدارة التي تحدد الأجور الخاصة بهم، ولكن هذا الوضع الآن غير شائع نسبيا.

### سويسرا
في سويسرا، يخضع هذا النوع من الشركات للمواد من 620 إلى 723 من قانون الالتزامات تحت اسم «شركة محدودة».
الجمعية العامة هي الهيئة الإدارية العليا لشركة سويسرية محدودة بالأسهم. تنتخب مجلس الإدارة (Verwaltungsrat باللغة الألمانية) والمراجعين الخارجيين. يجوز لمجلس الإدارة تعيين وإقالة الأشخاص المكلفين بإدارة وتمثيل الشركة.

### بلجيكا ولوكسمبورغ
في لوكسمبورغ والبلدات الشرقية، يستخدم مصطلح آكتينجيسشافت للإشارة إلى الشركة المحدودة العامة.